# Let Yourself Go (canción de Elvis Presley)
"Let Yourself Go" (Lit. "Déjate llevar") es una canción compuesta por Joy Byers y grabada por primera vez por Elvis Presley para la banda sonora de la película de MGM de 1968 Speedway. En la interpretación de Elvis el tema es una fusión de rock and roll, blues y soul. RCA editó a su vez la canción como disco sencillo en 1968 conjuntamente con el tema "Your Time Hasn't Come Yet, Baby". Por otro lado, Elvis rescató este tema para su triunfal regreso a las presentaciones en vivo durante su especial televisivo de 1968 de la NBC.
El 1 de diciembre de 1970 "Let Yourself Go" / "Your Time Hasn't Come Yet, Baby" , fue reeditado dentro de la serie Gols Standard conjuntamente con otros nueve sencillos más. 

## Grabación
Elvis registró el tema el 21 de junio de 1967 en los estudios de la compañía MGM de Culver City, California. El artista registró al menos seis tomas de la canción antes de obtenerse el máster a partir de las tomas # 5 y # 6 sin embargo, ninguna de esas versiones alternativas se conservaron luego de la masterización. 

## Músicos
- Elvis Presley - voz
- Tiny Timbel - guitarra eléctrica
- Chip Young - guitarra eléctrica
- Tommy Tedesco - guitarra eléctrica líder
- Larry Muhoberac - piano
- Bob Moore - bajo
- Boots Randoph - saxofón
- D. J. Fontana - batería
- Buddy Harman - batería
- Tony Terran - trompeta
- The Jordanaires - coros [4]

## Listas
| Listas (1968)     | Posición alcanzada |
| ----------------- | ------------------ |
| Australia Goset   | 18                 |
| Bégica Ultratop   | 1                  |
| Billboard Hot 100 | 71                 |

## Ediciones
- "Speedway" (álbum) 1968
- " Let Yourself Go" / "Your Time Hasn't Come Yet, Baby" (Sencillo) 1968 [7]
- "Elvis (NBC-TV Special)" (álbum) 1968